# Engoulevent montagnard
Antrostomus saturatus
Espèce
Synonymes
- Caprimulgus saturatus (Salvin, 1870)

Répartition géographique
Statut de conservation UICN

 LC  : Préoccupation mineure
L'Engoulevent montagnard (Antrostomus saturatus) est une espèce d'oiseaux nocturnes d'Amérique centrale appartenant à la famille des Caprimulgidae.

## Répartition
Cette espèce vit au Costa Rica et au Panama.